# Pyralausta bivialis
Pyralausta bivialis är en fjärilsart som beskrevs av George Francis Hampson 1913. Pyralausta bivialis ingår i släktet Pyralausta och familjen Crambidae. Inga underarter finns listade i Catalogue of Life.